# هاینر هوفمان
هاینر هوفمان (انگلیسی: Heiner Hoffmann; ۲۹ آوریل ۱۹۱۵ – ۲۷ آوریل ۱۹۴۵) دوچرخه‌سوار اهل آلمان بود.